# راگوو-مرتس
راگوو-مرتس (به آلمانی: Ragow-Merz) یک شهر در آلمان است که در اودر-اشپری واقع شده‌است. راگوو-مرتس ۵۱۷ نفر جمعیت دارد.